# Kurdischer Kaffee
Kurdischer Kaffee (Qehweya Kurdî oder Qehweya Kezwanan auf Kurdisch), Menengic-Kaffee (türkisch: Menengiç Kahvesi), auch Pistazienkaffee oder Terebinth-Kaffee ist ein traditionelles Heißgetränk in der türkischen und kurdischen Küche.
Das Getränk besteht aus gemahlenen gerösteten Terebinthfrüchten (verwandt mit der Pistazie) als Hauptbestandteil und ist von Natur aus koffeinfrei. Es ist besonders in Teilen Südostanatoliens beliebt. Gemahlene geröstete Terebinthfrüchte, Milch und Zucker sind die Hauptzutaten des traditionellen Rezepts.

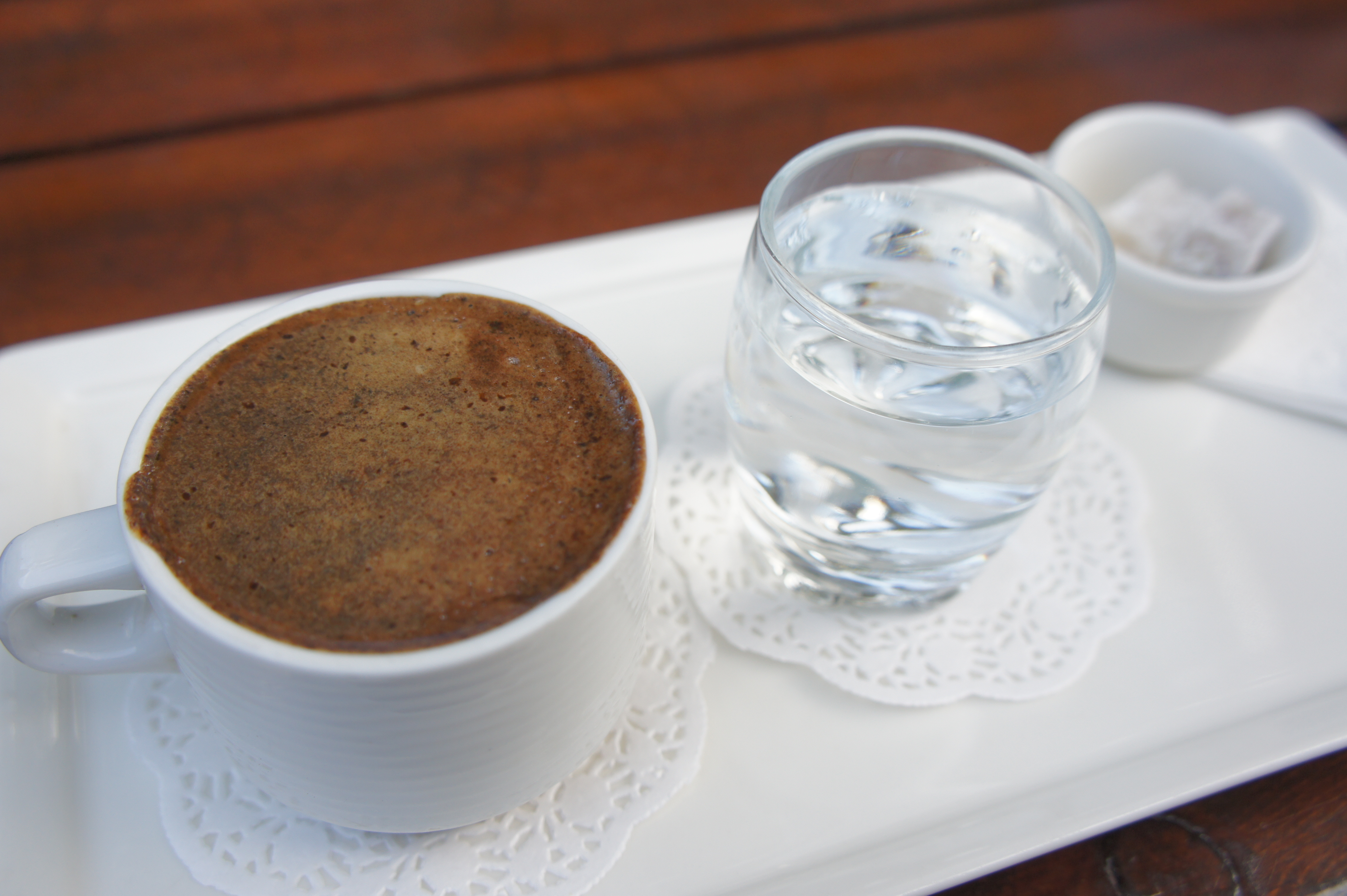
Ein kaffeeartiges Getränk aus den gerösteten Früchten des Terebinth oder „Terpentinbaums“

## Geschichte
Das Getränk wird seit über hundert Jahren in Gebieten wie Diyarbakır, Adıyaman, Mardin und Batman hergestellt. Die gerösteten und gemahlenen Beeren werden seit dem frühen 20. Jahrhundert nach Europa und in die ganze Welt exportiert. In Frankreich wurde es als Chicorée au Kurde (kurdischer Chicorée) oder Kaffeeersatz vermarktet. Es gilt auch als traditionelle Spezialität von Gaziantep. In den letzten Jahren sind die verarbeiteten Beeren in Form einer öligen Paste als Markenprodukt in Dosen oder Gläsern aufgetaucht.